# Henry Granger Piffard

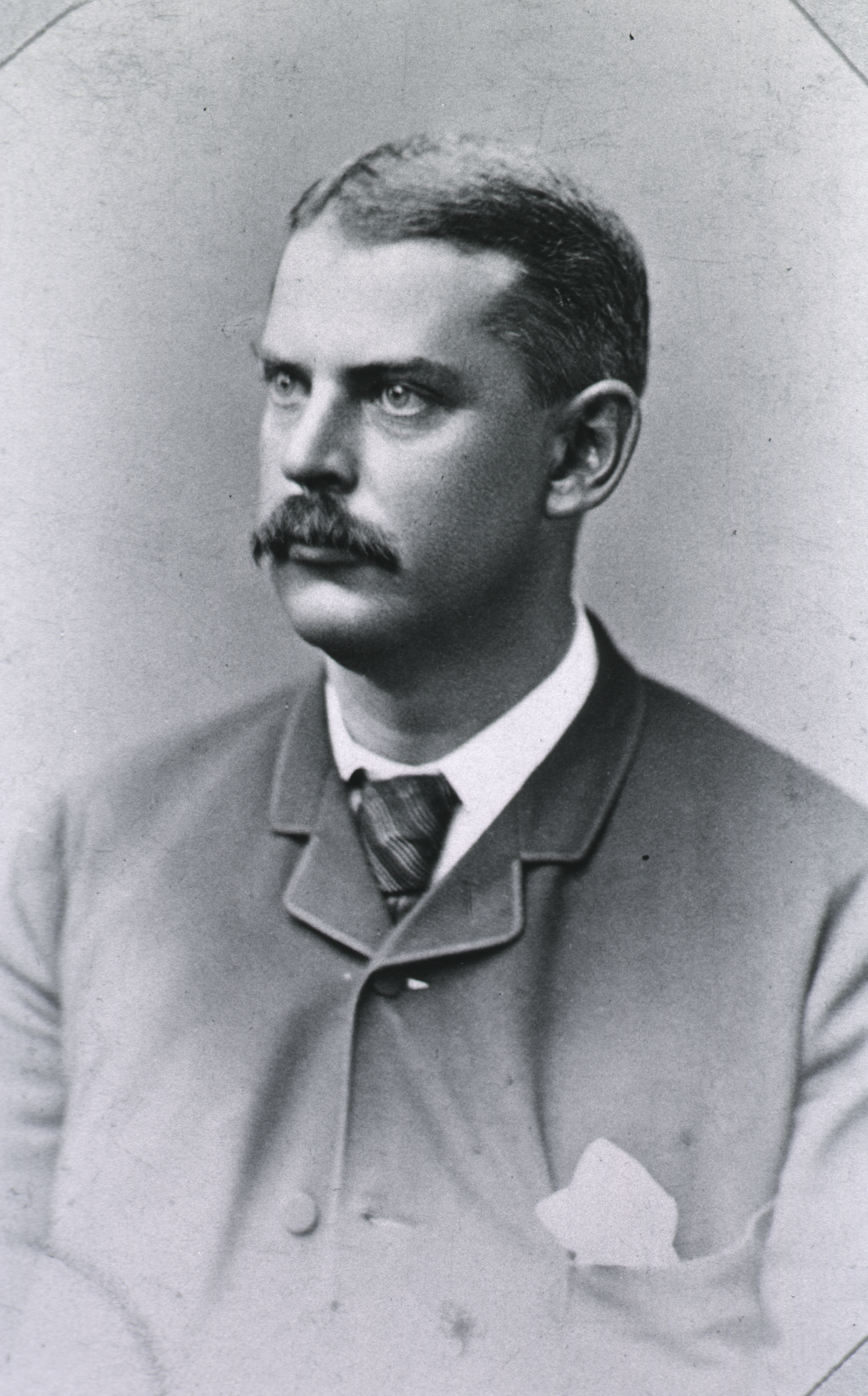
Henry Granger Piffard

Henry Granger Piffard (* 10. September 1842 in Piffard, New York; † 1910) war ein US-amerikanischer Hautarzt.

## Leben und Wirken
Nach seiner Graduierung 1862 zum Dr. med. an der New Yorker Universität arbeitete er von 1864 bis 1865 als Internist im Charity Hospital und im Bellevue Hospital in New York. Er spezialisierte sich auf dem Gebiet der Dermatologie. Zur Weiterbildung ging er für einige Zeit nach Europa: nach Paris, nach Wien und besonders nach London ans University College Hospital zu William Tilbury Fox (1836–1879). Hier traf er auch seinen Landsmann aus New York, den Hautarzt George Henry Fox, mit dem er fortan eng zusammenarbeitete.

## Werke
- Zusammen mit George Henry Fox. Cutaneous and veneral memoranda. William Wood, New York 1877 (Digitalisat). 3. überarbeitete Auflage 1885 (Digitalisat)
- A treatise on the materia medica and the therapeutics of the skin. William Wood, New York 1881 (Digitalisat)
- The status of the medical profession in the State of New York. D. Appleton, New York 1883 (Digitalisat)
- The modern treatment of eczema. George S. Davis, Detroit (Michigan) 1890 (Digitalisat)